# Freedom (album, Neil Young)
Freedom je osmnácté studiové album kanadského hudebníka Neila Younga, vydané v říjnu 1989 u vydavatelství Reprise Records. Nahráváno bylo v různých studiích od července 1988 do července 1989 a produkoval jej Young spolu s Nikem Bolasem.

## Seznam skladeb
Autorem všech skladeb je Neil Young, pokud není ubedeno jinak.
| Pořadí | Název                                        | Autor                                                | Délka |
| ------ | -------------------------------------------- | ---------------------------------------------------- | ----- |
| 1.     | Rockin' in the Free World (akustická verze)  |                                                      | 3:38  |
| 2.     | Crime in the City (Sixty to Zero Part I)     |                                                      | 8:45  |
| 3.     | Don't Cry                                    |                                                      | 4:14  |
| 4.     | Hangin' on a Limb                            |                                                      | 4:18  |
| 5.     | Eldorado                                     |                                                      | 6:03  |
| 6.     | The Ways of Love                             |                                                      | 4:29  |
| 7.     | Someday                                      |                                                      | 5:40  |
| 8.     | On Broadway                                  | Barry Mann, Cynthia Weil, Jerry Leiber, Mike Stoller | 4:57  |
| 9.     | Wrecking Ball                                |                                                      | 5:08  |
| 10.    | No More                                      |                                                      | 6:03  |
| 11.    | Too Far Gone                                 |                                                      | 2:47  |
| 12.    | Rockin' in the Free World (elektrická verze) |                                                      | 4:41  |

## Obsazení
- Neil Young – zpěv, kytara, harmonika, klavír
- Chad Cromwell – bicí
- Rick „The Bass Player“ Rosas – baskytara
- Frank „Poncho“ Sampedro – kytara, klávesy, mandolína
- Ben Keith – altsaxofon, pedálová steel kytara, klávesy, zpěv
- Linda Ronstadt – zpěv
- Tony Marsico – baskytara
- Steve Lawrence – tenorsaxofon
- Larry Cragg – barytonsaxofon
- Claude Cailliet – pozoun
- John Fumo – trubka
- Tom Bray – trubka